# Marquette-lez-Lille
Marquette-lez-Lille là một xã ở tỉnh Nord ở miền bắc nước Pháp. Xã này có diện tích 4,86 km², dân số năm 1999 là 10.822 người. Xã nằm ở khu vực có độ cao trung bình 16 mét trên mực nước biển. 